# EDP Renováveis
EDP Renováveis, également nommée EDP Renewables, est une entreprise portugaise, filiale à 75 % d'Energias de Portugal, spécialisée dans les énergies renouvelables.

## Histoire
En novembre 2021, EDP Renováveis annonce l'acquisition d'une participation majoritaire dans Sunseap Group, une entreprise singapourienne.